# Stafford-Gambit
Das Stafford-Gambit ist eine Gambit-Variante in der Russischen Verteidigung im Schach. Ihr ECO-Code lautet C42.
|   | a | b | c | d | e | f | g | h |   |
| 8 |   |   |   |   |   |   |   |   | 8 |
| 7 |   |   |   |   |   |   |   |   | 7 |
| 6 |   |   |   |   |   |   |   |   | 6 |
| 5 |   |   |   |   |   |   |   |   | 5 |
| 4 |   |   |   |   |   |   |   |   | 4 |
| 3 |   |   |   |   |   |   |   |   | 3 |
| 2 |   |   |   |   |   |   |   |   | 2 |
| 1 |   |   |   |   |   |   |   |   | 1 |
|   | a | b | c | d | e | f | g | h |   |

Das Stafford-Gambit nach 3. … Sb8–c6
Es entsteht nach den Zügen 1. e4 e5 2. Sf3 Sf6 3. Sxe5 Sc6. Nach der Annahme mit 4. Sxc6 dxc6 hat Weiß einen Bauern mehr. Der Plan von Schwarz ist, schnell seine Figuren zu entwickeln und mit Zügen wie Lc5, Sg4 und Dh4 die Schwäche f2 anzugreifen. 
Benannt ist die Variante nach einer 1950 gespielten Fernpartie Lowens gegen Stafford: 1. e4 e5 2. Sf3 Sf6 3. Sxe5 Sc6 4. Sxc6 dxc6 5. e5 Se4 6. d3 Lc5 0-1. Weiß gab auf, weil das Feld f2 nicht mehr vernünftig gedeckt werden kann. 7. dxe4 verliert nach Lxf2+ 8. Ke2 Lg4+ die Dame, nach 7. Le3 Lxe3 8. fxe3 Dh4+ 9. g3 Sxg3 steht Weiß auf Verlust. 
Eine weitere Möglichkeit, mit Weiß bei fehlerhaftem Spiel schnell zu verlieren, zeigt 4. Sxc6 dxc6 5. d3 Lc5 6. Lg5 Sxe4 7. Lxd8 Lxf2+ 8. Ke2 Lg4 matt. Auch eine verfrühte Rochade kann für Weiß schnell zum Verlust führen: 4. Sxc6 dxc6 5. Sc3 Lc5 6. Lc4 Sg4 7. 0–0 Dh4 8. h3 Sxf2 9. Df3 Sxh3+ 10. Kh2 Sf2+ 11. Kg1 Dh1 matt.
Insbesondere im Blitzschach gegen unvorbereitete Gegner gibt das Gambit dem Schwarzen praktische Gewinnchancen. Der amerikanische IM Eric Rosen, der die Variante in seinem Repertoire hat, veröffentlichte unter anderem folgende auf einem Schachserver gespielte Partie: 1. e4 e5 2. Sf3 Sf6 3. Sxe5 Sc6 4. Sxc6 dxc6 5. d3 Lc5 6. h3 Lxf2+ 7. Kxf2 Sxe4+ 8. Ke3 0–0 9. Sc3 Sxc3 10. bxc3 Dh4 11. Df3 Te8+ 12. Kd2 De1 matt.
Bei bestem Spiel von Weiß ist die Kompensation für den geopferten Bauern aber nicht ausreichend. Jerzy Konikowski kam bei einer Analyse zu dem Ergebnis, dass Schwarz nur „einige Tricks“ hat, die Weiß widerlegen und dadurch entscheidenden Vorteil erreichen kann. Er gibt mehrere Möglichkeiten als vorteilhaft für Weiß an:
- 1. e4 e5 2. Sf3 Sf6 3. Sxe5 Sc6 4. Sxc6 dxc6 5. e5 Se4 6. d4 (gefolgt von einem Aufbau mit Le3 nebst Sd2).
- 1. e4 e5 2. Sf3 Sf6 3. Sxe5 Sc6 4. Sxc6 dxc6 5. d3 Lc5 6. Le2 (mit der Idee, das Feld g4 unter Kontrolle zu nehmen und sich dann mit c3 nebst d4 zu konsolidieren)
- 1. e4 e5 2. Sf3 Sf6 3. Sxe5 Sc6 4. Sxc6 dxc6 5. Sc3 Lc5 6. h3 Le6 7. d3

Das Gambit sei daher „für Schwarz nicht zu empfehlen“.